# Galanteriespengler
Galanteriespengler sind Hersteller von künstlerischen Gegenständen aus Metall. Als Spezialform in der Spenglerzunft ist der Galanteriespengler hauptsächlich im Bauwesen tätig oder auch als Hersteller von üblichen Handelswaren.

## Etymologie und Begriff
Der Begriff Galanteriespengler entwickelte sich ursprünglich aus dem Beruf des Flaschners, der Pulverfässer und Laternen aus Metall herstellte. Weiter ist der Klampferer für die Entwicklung verantwortlich, welcher heute im Großteil Deutschlands auch Klempner genannt wird. Der Klampferer stellte in der Gründerzeit Gegenstände für den Haushalt her wie Schüsseln, Vasen, Kaminabzüge oder Teekannen. Im Jahre 1771 wurde der Beruf des Flaschners mit dem Klampferer zur Spenglerzunft vereinigt. Ein langanhaltender Streit wurde durch die Zusammenführung dieser Metallbereiche beendet. Durch die Erfindung des Tauchverzinnens setzte ab 1820 der Aufschwung des Spenglerhandwerks ein. Durch diese Innovation war es möglich, haltbare Gegenstände aus Feinmetallen herzustellen. Der Galanteriespengler hatte daher die Möglichkeit, sich weiterzuentwickeln und konnte seine Handwerkskunst in einer größeren Vielfalt anbieten.

### Ursprünglich verwandte Berufe des Galanteriespenglers

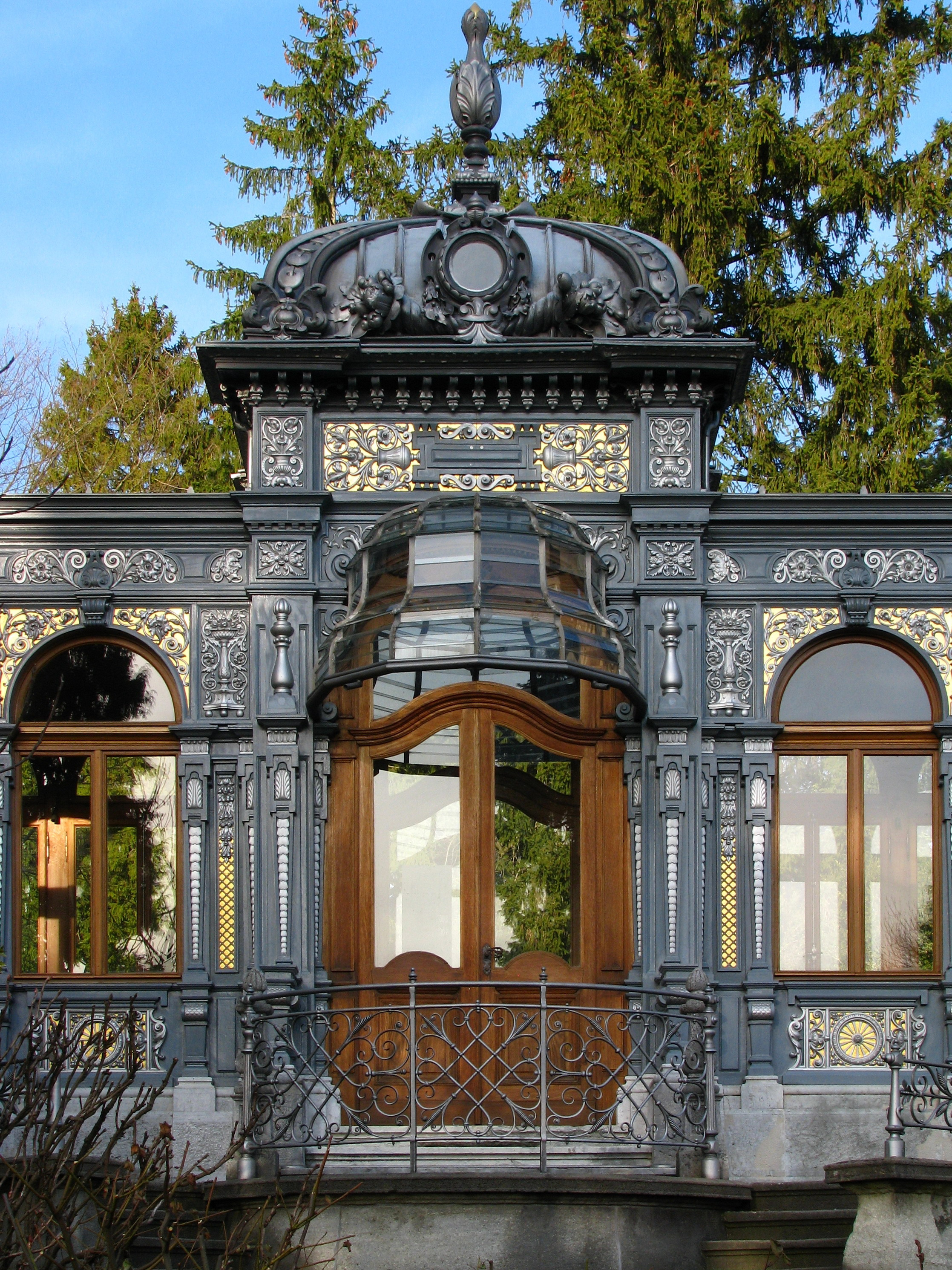
Villa Patumbah Zürich / Metalldach

- Blechschmied: Verarbeitung von Alltagsgegenständen
- Spangenmacher: Hersteller von Spangen und Gürtel
- Kupferschmied: Hersteller von Kupferkesseln, Waffen und Reliefs
- Plattner: Rüstungshersteller, Körperschutz

## Tätigkeit
Der Tätigkeitsbereich umfasst die Verarbeitung von Feinblechen: Kupfer, Zink, Aluminium, Blei, wie auch Eisenmetalle und nicht rostende Stahlerzeugnisse für die Industrie. Zeitgenössisch arbeitet der Galanteriespengler mit Legierungen und verschiedenen Oberflächenbehandlungen, wie zum Beispiel Brünieren oder Ätzen. Der größte Anwendungsbereich sind Dacheindeckungen von Turmspitzen und sakralen Bauten. Ornamente als Zierrat oder Ausspeiher an Rinnen sind weitere Facharbeiten in der Architektur.
Auch übliche Handelswaren wie Gefäße, Bilder, Wappen und Schmuckgegenstände sind in vielen Galanteriebetrieben an der Tagesordnung. Größtenteils stellt der Galanteriespengler die benötigten Bauteile von Hand oder maschinell her und verarbeitet diese in seinen kunstgewerblichen Objekten. Als Ausgangspunkt dienen einfache Skizzen, wie auch Zeichnungen oder Pläne eines Kunden.
Mit dem architektonischen Wandel und durch die Industrialisierung hat sich die Tätigkeit des Galanteriespenglers bis heute durchgesetzt.

## Technik
Damit das vom Walzwerk angelieferte Blech verarbeitet werden kann, wird durch verschiedene Behandlungstechniken das Material in Form gebracht und zum Beispiel durch Nieten, Löten oder Falzen miteinander verbunden.
Da die meisten Gegenstände im Außenbereich Verwendung finden, sollten sie auch gegen Witterung und Nässe geschützt werden. Die grundlegenden Blechbearbeitungen wie Falzen, Schweifen, Bördeln oder Stauchen sind daher allgegenwärtig und unverzichtbar. Der Galanteriespengler wird durch sein breites Fachwissen und sein technisches Know-how hoch geschätzt.

### Angewandte Techniken
Begriffe:
- Treiben: Plastische Verformung des Bleches meist in kaltem Zustand
- Bördeln: Rechtwinkliges aufbiegen von Blechen mit dem Bördeleisen
- Stauchen: Längenänderung durch Druckkräfte
- Schweifen: Das Blech durch Hammerschläge örtlich strecken
- Falzen: Ineinanderklammern von gebogenem Metall (bekannt auch: Winkel-, Steh- und Doppelfalz)

## Werkzeuge, Maschinen
Die verschiedenen Gestaltungsmöglichkeiten sind so vielseitig wie die Handwerkzeuge, die der Galanteriespengler zu gebrauchen hat. Eine vollständig eingerichtete Werkstatt ist die Grundvoraussetzung für umfängliches Arbeiten mit Metall. Viele Kunst- und Galanteriespengler stellen ihre Werkzeuge bei Bedarf selbst her (z. B. Punzen für Stempelabdrücke). Als wichtigstes Werkzeug dient der Hammer, er ist in vielen Ausführungen vorhanden, um die spezifische Bearbeitung des jeweiligen Metalles zu ermöglichen.
Maschinen sind ein weiterer Bestandteil in der Werkstatt, Bleche werden auf Maß zugeschnitten oder mit Biegevorgängen in Form gebracht.

### Auszug Werkzeug
Das wichtigste:
| Handwerkzeug                                                     | Maschinen                                                       |
| ---------------------------------------------------------------- | --------------------------------------------------------------- |
| Blechscheren: links, rechts, Durchlauf, Figuren oder Rundloch... | Schwenkbiegemaschinen: Abkantmaschine, Segmentbieger...         |
| Hämmer: Schlosser, Schweif, Treib und Belzerithammer...          | Walzenmaschinen: Dreiwalzig, vierwalzig, Herstellung von Rohren |
| Zangen: Flach, Deck, Falz, Spitz oder Piccolo...                 | Sicken und Bördelmaschine: Auch von Hand, meist motorisiert     |
| Eisen: Tasso, Schaleisen oder Rinnenstöckel, Bördeleisen...      | Akkuschrauber: zum Bohren, Befestigen oder Polieren...          |

## Metalle
Die verarbeiteten Metalle werden in Form von Rollen oder Tafeln geliefert. Diese Walzwerkfertigprodukte werden als Feinblech bezeichnet, weil die Materialstärke kleiner als 3 mm ist. Bleche haben ihre Eigenschaften, die der Galanteriespengler für die Bearbeitung beachten muss. Wärmeleitfähigkeit, Duktilität (Verformbarkeit) oder Schmelzpunkte... sind wichtige Aspekte, die bei Arbeitsvorgängen oder bei der Auswahl von passenden Blechen, als Bedachungform in Frage kommen.

### Eigenschaften
Auszug von Blechen, die der Galanteriespengler verwendet.
- Kupfer: Das wohl am meisten verwendete Metall, eignet sich für Treibarbeiten aller Art. Die Korrosionsbeständigkeit wie die Zugfestigkeit von Kupferblech ist außerordentlich gut. Anfangs mit lachsroter Oberfläche, wird das Blech an der Atmosphäre mit einer zuerst braunen und anschließend grünen Patina überzogen.
- Titanzink: In Frankreich hoch geschätzt, wird es in vielen Ländern für Galanterie wie auch normale Spenglerarbeiten verwendet. Das Material ist weich und gut verformbar, lediglich bei niedrigen Temperaturen wird es spröde und lässt sich dann schwer verarbeiten. Die bläulich, graue Farbe passt meist in Architektur und Ornamentik.
- Walzblei: Geeignet für komplizierte Arbeiten im Dachbereich. Zudem ist es weich und hat eine große Säurebeständigkeit. Das Blech kann nicht auf Zug beansprucht werden und weist eine sehr kleine mechanische Festigkeit auf. Die Altersbeständigkeit ist nur bedingt.
- Messing wird meistens durch Kupfer ersetzt. Für die Herstellung von Zieharbeiten und Kunstgewerblichem dennoch geeignet.

## Bildung
Es gibt keine anerkannte Ausbildung zum Galanteriespengler. Diese Tätigkeit ist eine Vertiefungsrichtung und stützt sich auf die Berufe des Klempners und Bauspenglers. Es gibt aber mehrere Möglichkeiten, dieses Handwerk im Sinne einer Fortbildung zu erlernen: durch den Erwerb von Fachwissen betriebsintern, den Besuch von außerbetrieblichen Kursen und das Selbststudium bzw. learning by doing.

### Voraussetzungen allgemein
- Handwerkliche Begabung
- Praktisches Denken
- Vorstellungsvermögen in Raum und Form
- Körperliche Fitness
- Teamfähigkeit und Kollegialität
- Schwindelfreiheit

Eine Ausbildung zum Bauspengler oder Klempner wird in Deutschland und der Schweiz angeboten.